# Setaphora ishigakiensis
Setaphora ishigakiensis är en kräftdjursart som beskrevs av Nunomura 1986. Setaphora ishigakiensis ingår i släktet Setaphora och familjen Philosciidae. Inga underarter finns listade i Catalogue of Life.